# Rafael Robatto
Rafael Robatto Calcagno (Artigas, Uruguay, 2 de enero de 1927 - Montevideo, Uruguay, 2 de septiembre de 2001) fue un magistrado uruguayo, quien se desempeñó como Fiscal de Corte y Procurador General de la Nación entre 1987 y 1997.

## Primeros años
Nació en Artigas el 2 de enero de 1927, hijo de Rogelio Robatto y de Ofelia Calcagno.
Cursó estudios en la Facultad de Derecho de la Universidad de la República, donde se graduó como abogado en 1952.

## Fiscal Letrado en el interior
En setiembre de 1963 inició su carrera en el Ministerio Público al ser designado Fiscal Letrado de Artigas, su departamento natal,donde permaneció durante nueve años.
En setiembre de 1972 fue trasladado a la Fiscalía Letrada de Florida.

## Fiscal Letrado en la capital
En setiembre de 1974 fue ascendido a cumplir funciones en Montevideo, inicialmente como Fiscal Letrado Suplente.
En febrero de 1976 fue designado Fiscal Letrado de lo Civil de Tercer Turno,el que desempeñó durante once años.

## Fiscal de Corte
Al cesar Mario Ferrari Silva en su cargo como Fiscal de Corte en abril de 1987 por alcanzar el período máximo de permanencia en el cargo, Robatto fue designado interinamente en dicho puesto, por su calidad de fiscal en lo civil más antiguo.
Meses después, el 22 de diciembre de 1987 y tras obtener la venia de la Cámara de Senadores, fue nombrado Fiscal de Corte y Procurador General de la Nación en efectividad por el gobierno de Julio María Sanguinetti.
Ocupó dicho cargo durante más de nueve años, cesando en enero de 1997 al alcanzar la edad límite de 70 años de edad establecida por la ley. Fue el segundo fiscal de Corte en la historia de la institución en retirarse por esta causal, más de medio siglo después de que lo hiciera Alfredo Furriol en 1939.
Fue reemplazado interinamente por María Elisa Martirena, hasta que en agosto de 1997 fue designado como nuevo Fiscal de Corte Oscar Peri Valdez.

## Fallecimiento
Rafael Robatto falleció en Montevideo el 2 de setiembre de 2001, a los 74 años de edad.